# Rýzmburk (Žernov)
Rýzmburk (německy Riesenburg) je malá vesnice na levém břehu Úpy, část obce Žernov v okrese Náchod. V roce 2009 zde bylo evidováno 9 adres. V roce 2001 zde trvale žili dva obyvatelé.
Rýzmburk leží v katastrálním území Žernov u České Skalice o výměře 4,69 km2.

## Historie
První písemná zmínka o obci pochází z roku 1319.

## Pamětihodnosti
- Zřícenina hradu Rýzmburk
- Rýzmburský kříž